# Biochemical Oxygen Demand
Biochemical Oxygen Demand (förtkortat BOD; på svenska ungefär "biokemisk syreförbrukning") är ett mått på hur mycket biologiskt nedbrytbar substans det finns i vatten. BOD är en kemisk analys för att avgöra hur snabbt organismer förbrukar syrgas i en given mängd vatten. Metoden används inom miljöforskning och miljöövervakning som en del i att klassificera ett vattendrags ekologiska och kemiska status. Enheten för BOD anges i milligram syrgas per liter över 7 dagar (mg O2 / l / 7d) Andra antal dagar för mätningen förekommer också, tidigare var 5 dagar vanligast.
De renaste fjällbäckarna har ett BOD på mindre än 1 mg/l. Moderat förorenade vattendrag kan ha ett BOD på mellan 2 mg/l och 8 mg/l. Vatten från ett reningsverk med hög verkningsgrad har ett BOD på under 3 mg/l, orenat avloppsslam kan ligga på 600 mg/l. Tillåtet utsläpp från reningsverk ligger vanligen på maximalt 10 mg/l.
Som mätmetod är BOD opraktisk. Det tar lång tid att få svar och den kan inte enkelt översättas till andra mått på syreförbrukande ämnen, som COD och TOC. Naturvårdsverket räknar med att varje person ger ifrån sig en mängd av biologiska nedbrytbara substanser som motsvarar 70 g BOD7/dygn till avloppsvattensystemet. Detta tal ligger till grund för dimensionering av reningsverk.